# 완모식표본

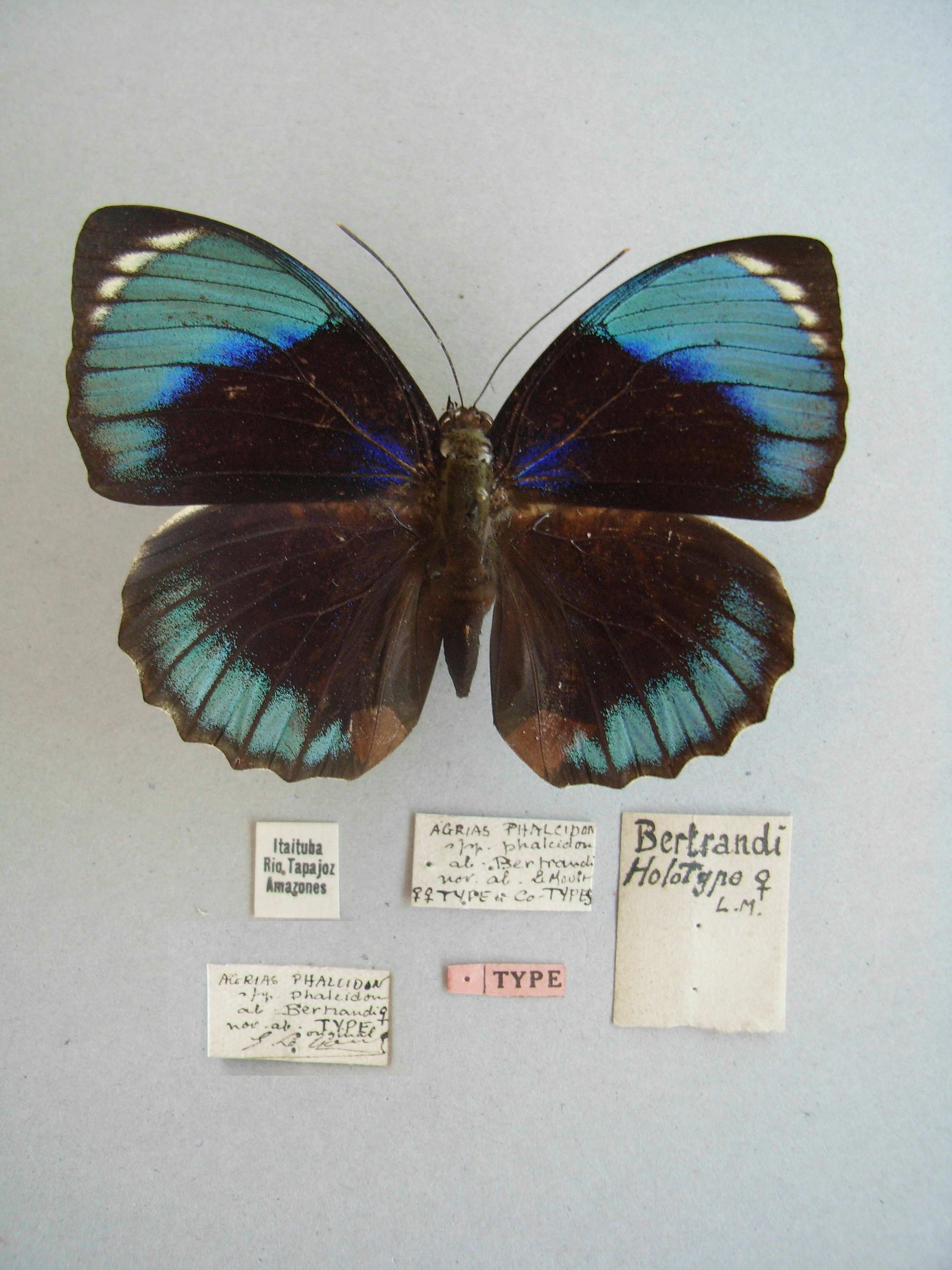
붉은 색의 모식표본 표식이 붙어 있는 완모식표본

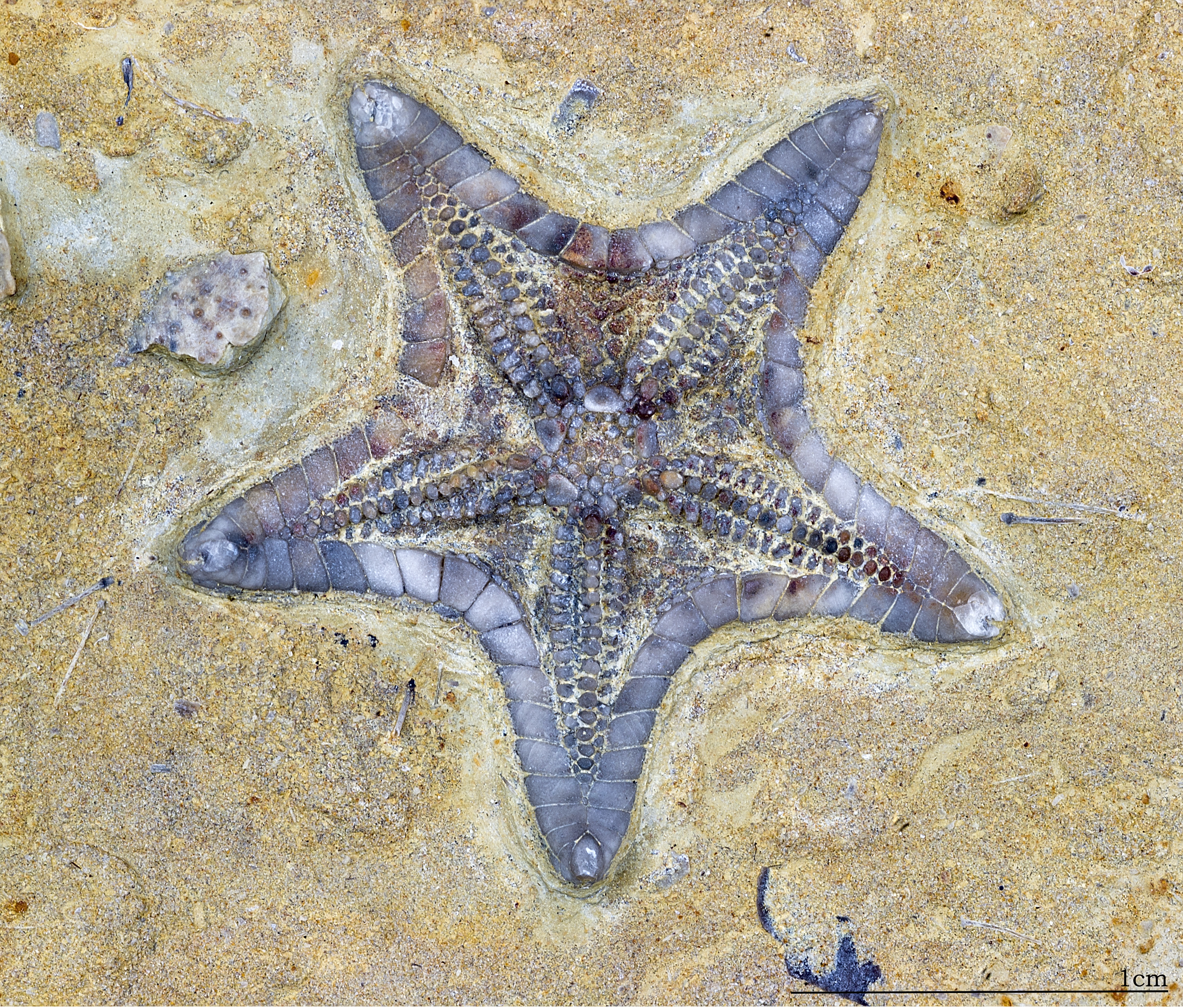
툴루즈 박물관의 마로카스테르 코로나투스(Marocaster coronatus) 완모식표본

정기준 표본 또는 완모식 표본(holotype)이란 한 유기체의 물리적인 표본(혹은 그림)으로 해당 종(혹은 그보다 하위의 분류군)이 공식적으로 기재되었을 당시에 사용되었다고 알려진 표본이다. 종의 물리적인 표본(혹은 그림)이 한 개체일 수도 있고, 혹은 여러 개의 표본 중 하나일 수도 있으나 명시적으로 완모식표본이라고 지정되어야 한다. 국제동물명명규약(International Code of Zoological Nomenclature, ICZN)에 의하면 완모식표본은 해당 이름을 가진 여러 종류의 명명된 표본들 중 한 가지이다. 동모식표본(isotype)은 완모식표본의 복제품이다.
예를 들어 나비인 리카에이데스 이다스(Lycaeides idas longinus)의 완모식표본은 해당 종에 속하는 보존된 한 개의 표본으로 하버드 대학 비교동물학 박물관에 보관되어 있다.
완모식표본이 해당 분류군의 '전형적인' 표본일 필요는 없지만 이상적인 경우라면 전형적인 표본인 것이 바람직하다. 때때로, 예를 들면 화석의 경우에는 한 유기체의 일부분만이 완모식표본으로 지정되는 경우가 있다. 쥐라기 초기의 초식성 공룡인 두리아티탄(Pelorosaurus (Duriatitan) humerocristatus)의 완모식표본은 런던의 자연사박물관에 보관된 다리뼈의 화석이다. 보존상태가 더 좋은 표본이 이후에 발견되더라도 완모식표본이 새 표본으로 대체되지는 않는다.
완모식표본이 없을 경우 다른 모식표본이 선택될 수 있다. 여러 다른 종류의 모식표본들 중 경우에 따라 후모식표본이나 신모식표본이 선택된다. 국제 조류, 균류 및 식물 명명규약(International Code of Nomenclature for algae, fungi, and plants - ICN)과 ICZN에서 모식표본들의 정의가 의도에 있어서는 비슷하지만 용어나 개념적으로 완전히 동일하지 않다는 점에 주의해야 한다.
예를 들어 ICN 과 ICZN 양쪽 모두 신모식표본은 원래의 완모식표본이 분실되었을 때 새롭게 완모식표본의 역할을 하도록 지정되는 모식표본을 의미한다. 추가로 ICZN 에서는 완모식표본이 해당 종과 근연종들을 감별할 수 있는 중요한 특징을 가지고 있지 않다고 판단될 때 신모식표본이 완모식표본을 완전히 대체할 수 있도록 규정하고 있다. 한 예로, 악어와 유사한 지배파충류인 파라수쿠스 히슬롭아이(Parasuchus hislopi) Lydekker, 1885는 주둥이의 전상악골로부터 기재되었는데, 지금 와서는 이 표본만 가지고는 파라수쿠스를 근연종과 구분할 수 없게 되었다. 이렇게 되면 파라수쿠스 히슬롭아이는 의문명이 된다. 텍사스의 고생물학자인 상카르 채터지는 완전한 골격이 새로운 모식표본으로 지정되어야 한다는 제안을 했다. 국제동물명명규약에서 이 제안을 논의하였고, 채터지가 제안한 신모식표본으로 원래의 모식표본을 대체하는 데 동의했다.

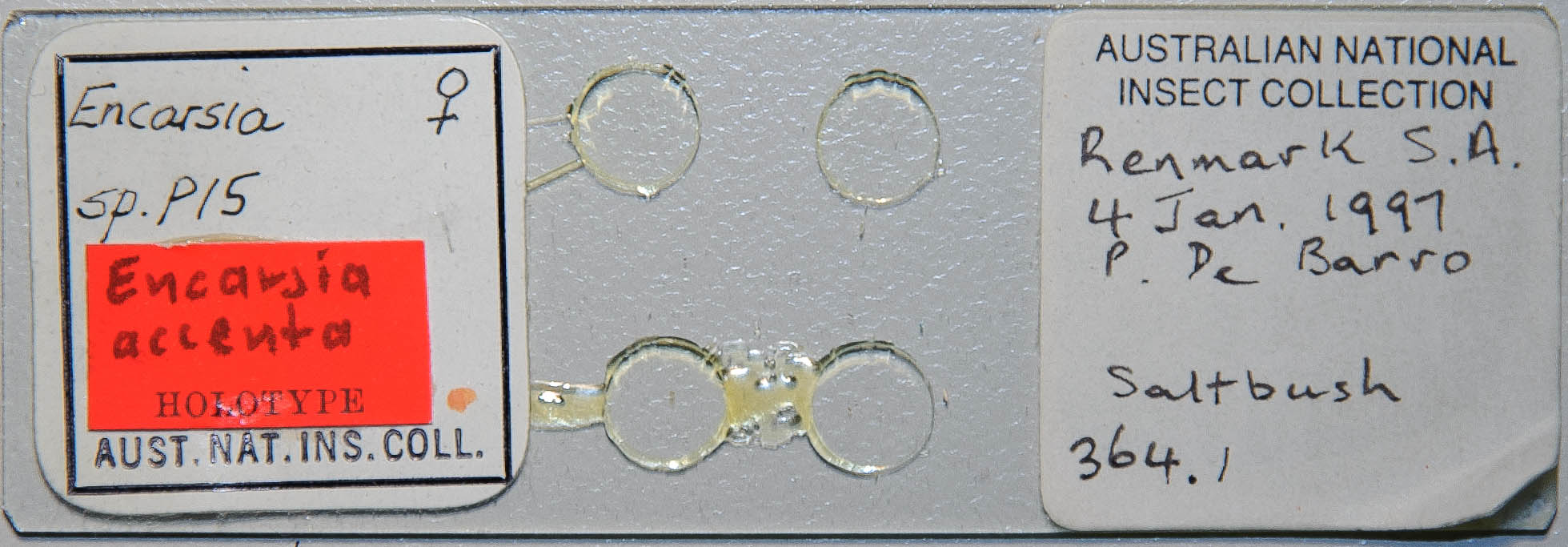
현대의 완모식표본 표식

원래의 표본이 사라졌을 때 새로운 모식표본을 지정하는 과정이 최근에 중요한 종을 기재하는 데서 관건이 되었다. 완모식표본으로 지정된 표본이 야생에 남아 있게 된 살아 있는 개체였던 것이다. (카푸친 원숭이 케부스(Cebus) 속의 새 종 혹은 아루나칼 마카크 원숭이인 마카카 문잘라(Macaca munzala)의 경우) 이런 경우에 연구를 위해 사용가능한 실제 모식표본이 없는 상태이고, 종의 정체성에 모호함이 있다고 생각될 때 후속 연구자들이 ICZN 규약의 여러 구절을 들어 신모식표본을 지정해야 한다고 주장할 가능성이 있다. 흥미롭게도, ICZN 에서는 신모식표본에 대해서는 실제 존재하는 물리적 표본이 "알려진 과학기관 혹은 교육기관의 소유여야한다"고 명시하고 있는 반면 완모식표본에 대해서는 그러한 요구조건이 없다.
ICN 에서는 원래의 표본이 모호하거나 불충분할 때 추가로 종의 정의를 명확하게 해주는 모식표본을 후모식표본(epitype)이라고 하여 §9.7 항목에서 지정할 수 있게 되어 있다. 잘못 적용된 이름, 그러니까 원래의 완모식표본과 일치하지 않는 표본들에 사용된 이름과 관련된 문제를 고치기 위해 보존모식표본(conserved type)이 사용될 수 있다.
여러 종류의 모식표본들에 대한 정의는 매우 정확하기 때문에 모식표본에 대해서 이야기할 때는 세심한 주의를 기울여야 한다.

## 같이 보기
- 모식표본
- 부모식표본
- 모식종
- 유전모식표본- 모식표본에서 추출한 유전자 시퀀스 데이터